# Magnimyiolia tumifrons
Magnimyiolia tumifrons är en tvåvingeart som först beskrevs av Chen 1948.  Magnimyiolia tumifrons ingår i släktet Magnimyiolia och familjen borrflugor. Inga underarter finns listade i Catalogue of Life.